# Lago Gatún
Il lago Gatún è un lago artificiale sul fiume Chagres dal quale si attinge l'acqua necessaria per il funzionamento del sistema di chiuse del Canale di Panama.
Questo bacino era, al momento della sua creazione, il lago artificiale più grande del mondo.